# Pseudoplanomalina
Pseudoplanomalina es un género de foraminífero planctónico de la familia Schackoinidae, de la superfamilia Planomalinoidea, del suborden Globigerinina y del orden Globigerinida. Su especie tipo es Planulina cheniourensis. Su rango cronoestratigráfico abarcaba el Aptiense superior (Cretácico inferior).

## Descripción
Pseudoplanomalina incluía especies con conchas planiespiraladas, evolutas, biumbilicada, de forma discoidal a biconvexa, y aplanada en ambos lados umbilicales; sus cámaras eran inicialmente globulares, después discoidales bicóncavas, y semicirculares en los lados umbilicales; sus suturas intercamerales eran curvadas, gruesas, elevadas y nodulosas (carena circumcameral); su contorno era redondeado y lobulado; su periferia era truncada, con una pseudocarena formada por pústulas o conos perforados (como poros en túmulo); su ombligo era amplio y rodeado por una hombrera umbilical, la cual era un relicto de la pseudocarena de conos perforados de la penúltima vuelta de espira; su abertura principal era ecuatorial, basal, de arco amplio moderadamente alto, y protegida por un pórtico; los pórticos de las aberturas de las cámaras precedentes permanecían relictas en ambas áreas umbilicales; presentaban pared calcítica hialina radial, microperforada, con la superficie lisa.

## Discusión
Algunas clasificaciones han incluido Pseudoplanomalina en la familia Planomalinidae.

## Paleoecología
Pseudoplanomalina incluía especies con un modo de vida planctónico, de distribución latitudinal cosmopolita, y habitantes pelágicos de aguas profundas (medio mesopelágico inferior a batipelágico superior).

## Clasificación
Pseudoplanomalina incluye a la siguiente especie:
- Pseudoplanomalina cheniourensis †